# وولويل (ضاحية)
وولويل (بالإنجليزية: Woolwell) هي ضاحية تقع في الطرف الشمالي الشرقي من مدينة بليموث في إنجلترا، خارج حدود المدينة مباشرة، ضمن منطقة ساوث هامز. تقع على الطريق السريع A386، بالقرب من حدود منتزه دارتمور الوطني، وتتميز بإطلالات جميلة على المناظر الطبيعية المحيطة. بدأ تطوير المساكن في وولويل عام 1981، ويبلغ عدد سكانها الآن ما يزيد قليلًا عن 3000 نسمة. وعلى الرغم من صغر حجمها، إلا أن لديها عددًا كبيرًا من المرافق، بما في ذلك مدرسة ابتدائية خاصة بها، ومركز طبي، وعدد من المتاجر.

## جغرافيًا
يمكن الوصول إلى وولويل عبر دوار على طريق A386 تافيستوك، وتقع في منطقة يُشار إليها أحيانًا مجتمعةً باسم روبورو، في إشارة إلى قرية تاريخية تقع شمال وولويل، ويمكن الوصول إليها سيرًا على الأقدام عبر ممر دارك ليك لين. وولويل محاطة تقريبًا بالكامل بأراضٍ زراعية غير مطورة وغابات. تنحدر الجوانب الجنوبية والجنوبية الشرقية من الحي بشكل حاد نسبيًا نحو وديان مشجرة تُعد جزءًا من منطقة بيكلي فالي ذات القيمة الجمالية العالية للمناظر الطبيعية. توفر وولويل إطلالات رائعة على هذه الغابات، كما أن مسارات المشي الطويلة يمكن الوصول إليها مباشرة من أجزاء متعددة من منطقة السكن. كما توجد إطلالات على حافة منتزه دارتمور الوطني، الذي تقع حدوده بالقرب من وولويل.